# Mula Sadra
Ṣadr Ad-dīn Ash-shīrāzī, bolj znan kot Mula Sadra (perzijsko ملاصدرا, arabsko صدرالمتألهین‎‎), iranski filozof šiitskega islama, teolog in mistik, * 1571 ali 1572, Širaz, † 1640, Basra (današnji Irak).
Je eden najpomembnejših iranskih filozofov, teozofov in teologov. Pripada veji dvanajstiškega šizma. 

## Življenje
Rodil in odraščal je v dobi prve iraške šiitske dinastije. Kot edinec v plemiški družini je imel dovolj finančne podpore za svoje izobraževanje. Že kot majhen otrok je bil izjemno inteligenten; zaradi visokega socialnega statusa svojega očeta, je bil deležen najboljše izobrazbe v domačem mestu Širaz na jugovzhodu Irana. Veliko zanimanje je pokazal za metafiziko. Z željo po še boljši izobrazbi se je preselil v mesti Qazvin leta 1591 in Isfahan leta 1597, obe uspešni prestolnici Safavidskega imperija. Študiral je filozofijo, teologijo ter hermenevtiko, ki se ukvarja z razumevanjem verskih besedil. Med njegovimi učitelji izstopata  Mir Damad in Shayk Baha'i, od katerih je pridobil večino svojega akademskega znanja. Sadro pa je o tradiciji, mistiki, eksegezi in pravu podučil Shayk Baha'i.
Ob smrti svojega očeta se je vrnil nazaj v svoj rojstni kraj, katerega se je kasneje spominjal zaradi intelektualno sovražnega in omejenega pogleda na filozofijo. Odločil se je za upokojitev in mirno življenje v Kahaku, tihi vasi v bližini mesta Kom. Tam je začel s pisanjem svojega temeljnega dela Četvero potovanj duha (Al-Hikmat al-muta 'aliya fi'l-asfar al-'aqliyya al-arba). Tam je prav tako našel nekatere svoje učence, ki so kasneje postali znani učenjaki. Na željo in povabilo novega guvernerja Allahwirdi Khana je Sadra prekinil svojo upokojitev in šel poučevati v šolo, ki je bila zgrajena v Širazu.
Mulah Sadra je imel šest otrok, tri sinove ter tri hčerke. Sinovi so odrasli v učenjake, hčerke pa so se poročile z njegovimi učenci.
Sadra je svoje življenje posvetil pridobivanju in širjenju filozofije ter islamskih znanostih.
V svojih delih je povezoval elemente perzijske preteklosti ter elemente šiizma in sufijskih naukov. Nauke islamske dobe je združil v transcendentni teozofiji oz. al-hikmat al-muta’liyah. Bil je predstavnik išrak šole ti. iluminacijske teozofije.
Zaradi svojega pristopa do filozofije, pri katerem je uporabil zanimanje za teologijo in mistiko je dobil naziv Sadr al-Muta’allihin.
Umrl je leta 1640 v Basri na svojem sedmem romanju v Meko, pokopan pa je v mestu Nadžaf.

## Filozofija
Mulah Sadra je filozofijo definiral kot izpopolnjevanje človeške duše skozi spoznavanje prave narave obstoja. S pomočjo filozofije se človek lahko najbolj približa Bogu in svetu pripiše red. 
Naredil je veliko spremembo v metafiziki biti z zamenjavo tradicionalne metafizike bistev z metafiziko bivanja in tako dal prednost bivanju pred kajstvom.

### Eksistencializem
Sadra je s pomočjo metafizike eksistenco razdelil na tri doktrine:
1. Eksistenca je koncept, ki je najprej in takoj ponotranjen. Ne potrebuje definicije (ta‘rif) ali opisa (rasm). Obstoj pride pred bistvom, zato mora nekaj najprej obstajati, da ima lahko bistvo. To doktrino je Sadra uporabil kot dokaz za obstoj Boga (borhān al-ṣeddiqin).
2. Eksistenca je edinstvena resničnost, saj je fenomen doživljanja eksistence kot večkratne iluzije. Zato so različni obstoji na tem svetu le različne variacije ene same eksistence.
3. Vsi posamezniki v eksistenci so izpostavljeni gibanju ter pretakanju (ḥaraka jawhariya).

### Teorija narave
V svoji teoriji narave, ki sloni na tretji doktrini eksistence, je trdil, da je celotno vesolje, z izjemo Boga in njegovega znanja, ustvarjeno tako večno, kot pa tudi minjivo. Vsak delec narave, ki je substanca vseh stvari, se nenehno giba po svoji časovnici, ki jo Sadra predstavi kot četrto dimenzijo telesnosti. Ker je gibanje namerno in obvezno ter se pojavi enakočasno s telesnostjo, Sadra trdi da je narava stalnica, ki povezuje večno z minljivim.

### Transcendentna teorija
Njegovo največje delo je Četvero potovanj duha (Al-Hikma al-muta‘aliya fi-l-asfar al-‘aqliyya al-arba‘a ali Al-Asfar al-arba‘al), ki predstavlja njegovo transcendentno teorijo. Predstavlja enega izmed najpomembnejših virov za proučevanje islamske filozofije. Zbirko je pričel pisati leta 1606 v Kahaku, dokončal pa jo je v Širazu leta 1638. Zbirka ni razdeljena glede na področja, pač pa s svojimi štirimi deli upodablja potovanje duše. 
Zbirka se deli na štiri dele:
1. Potovanje od sveta do boga: v njem razlaga osnove logike, fizike, metafizike ter vprašanje bivanja.
2. Potovanje po bogu z Bogom: delo se osredotoča na božjo naravo in vsebuje njegov slavni dokaz o obstajanju Boga.
3. Potovanje od Boga do sveta: v njem piše o odnosu med Bogom in svetom, naravi, času, stvaritvi in ontoloških kategorijah na tem svetu.
4. Potovanje po svetu z Bogom: tema tega dela je človeška psihologija, osredotočena na soteriologijo in eshatologijo.

## Dela
Mulah Sadra je v svojem življenju napisal skoraj 50 del med katere štejemo krajše razprave, obsežnejša dela ter monografije. Njegova dela so se osredotočala na filozofsko teologijo, pisal pa je tudi o specifičnih temah (vstajenju, logiki, povezavi med obstojem in bistvom…). Njegovo temeljno delo je Al-Asfar al-arba‘al.
V slovenščino njegova dela niso prevedena, je pa veliko njegovih del mogoče prebrati v bosanščini.